# Whitby (Angleterre)
Pour les articles homonymes, voir Whitby.
 (avril 2022).
Si vous disposez d'ouvrages ou d'articles de référence ou si vous connaissez des sites web de qualité traitant du thème abordé ici, merci de compléter l'article en donnant les références utiles à sa vérifiabilité et en les liant à la section « Notes et références ».
Whitby (/ˈwɪtbi/) est une ville portuaire située dans le Yorkshire du Nord, en Angleterre. 

## Géographie
Situé à 76 km de York, à l'embouchure de l'Esk, Whitby un port de pêche et une destination touristique.
La ville s'est développée autour de l'abbaye de Whitby, fondée en 655, et où se tint le concile de Whitby en 664.
C'est à Whitby que le célèbre roman de Bram Stoker Dracula met en scène le naufrage au cours d'une tempête du Demeter, navire à bord duquel se trouvait le comte Dracula lors de son arrivée en Angleterre.
Le capitaine James Cook est né à Marton, Middlesbrough, et a fait une formation d'apprenti à Whitby dans la marine marchande.
Ce fut dès le XVIIIe siècle, la première station baleinière du pays.

## Histoire
Whitby s'est appelée Streanæshalc, Streneshalc, Streoneshalch, Streoneshalh, et Streunes-Alae in Lindissi durant les VIIe et VIIIe siècles. Prestebi, qui signifie la « demeure des prêtres » en vieux norrois, est un nom du XIe siècle. Son nom historique était Hwitebi et Witebi, qui signifie la « colonie blanche » en vieux norrois, au XIIe siècle, Whitebi au XIIIe et Qwiteby au XIVe[réf. souhaitée].

### Abbaye
Un monastère est fondé à Streanœhealh en 657 par le roi Oswiu (ou Oswy) de Northumbrie, en guise de remerciement, après avoir vaincu Penda, le roi païen de Mercie[réf. souhaitée]. À sa fondation, l'abbaye est un double monastère anglo-saxon pour hommes et femmes. Sa première abbesse, la princesse royale Hilda, a par la suite été vénérée comme une sainte. L'abbaye devient un centre d'apprentissage et Cædmon le vacher y a miraculeusement été transformé en poète d'inspiration ayant rédigé des textes modèles dans la littérature anglo-saxonne. L'abbaye est le premier couvent royal du royaume de Deira et la nécropole de sa famille royale. En 664, le concile de Whitby choisit le jour de Pâques du calendrier romain pour la Northumbrie plutôt que la version celte.
Le monastère est détruit entre 867 et 870 par les Vikings dans une série de raids venu du Danemark et menés par Ivar et Ubbe. Son site demeure en désolation pendant plus de deux cents ans jusqu'à la conquête normande de 1066. La région est alors accordée à Guillaume de Percy qui en 1078 donne la terre pour fonder un monastère bénédictin dédié à saint Pierre et sainte Hilda. Guillaume de Percy fait aussi don de terres pour le monastère, la ville et le port de Whitby, ainsi que pour l'église Sainte-Marie et des chapelles dépendantes à Fyling, Hawsker, Sneaton, Ugglebarnby, Dunsley et Aislaby, cinq moulins dont Ruswarp, Hackness avec deux moulins et deux églises. Vers 1128, Henri Ier accorde le burgage de l'abbaye à Whitby et la permission d'y organiser une cérémonie à sainte Hilda le 25 août. Une deuxième cérémonie est également organisée durant la période hivernale aux environs de la foire Saint-Martin. Les droits de commerce sont accordés à l'abbaye ainsi qu'à la liberté. L'abbaye est supprimée en décembre 1539 lorsque Henri VIII dissout les monastères.

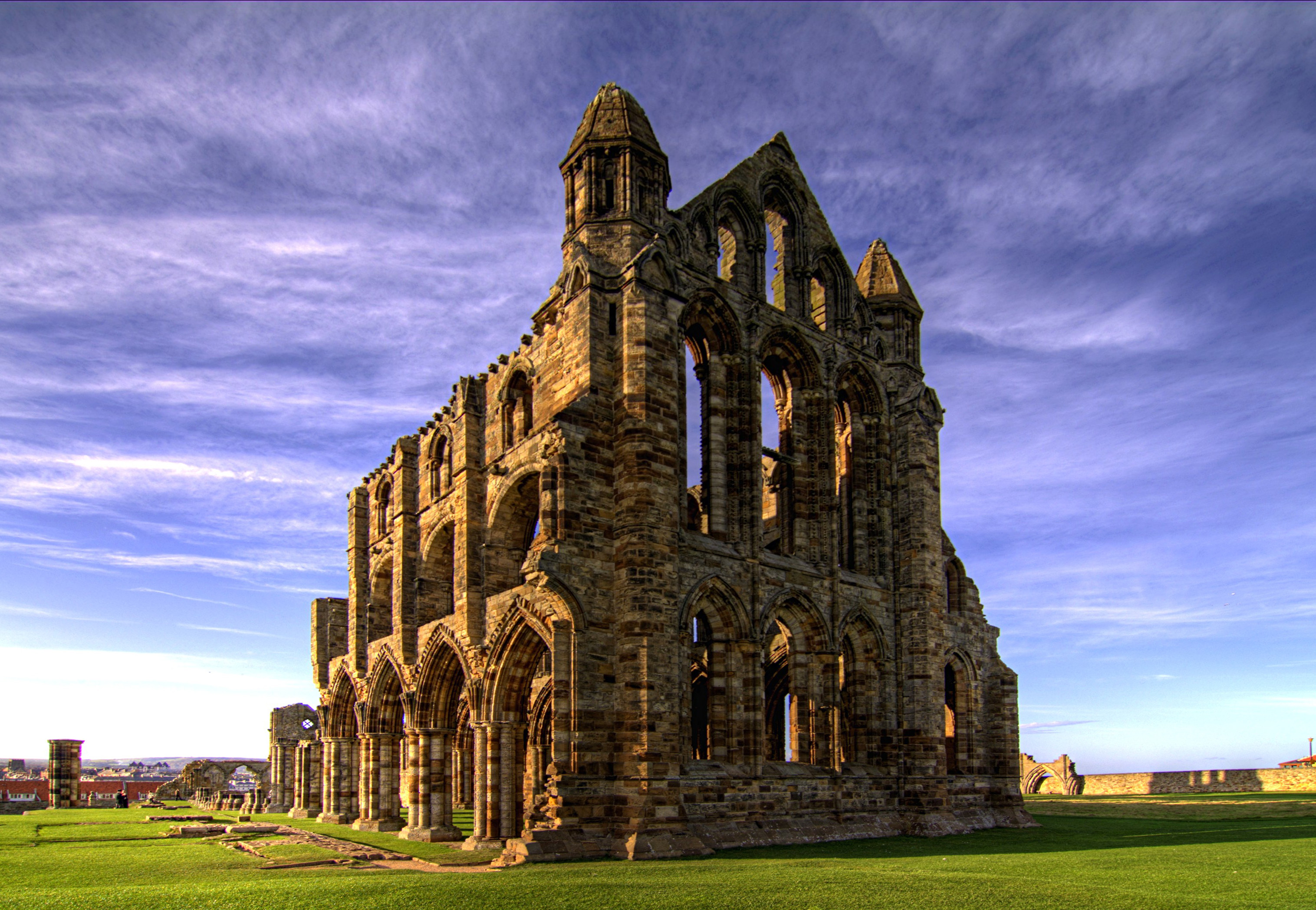
Ruines de l'abbaye de Whitby.

Le peintre Turner représente l'abbaye au loin dans le tableau Whitby qui fait partie de la série Les Ports d'Angleterre vers 1824. C'est une aquarelle sur papier conservée à la Tate Britain à Londres

### Ville
En 1540, la ville avait entre 20 et 30 maisons et sa population était d'environ 200 habitants. La bourgeoisie, qui avait très peu d'indépendance face à l'abbaye, avait essayé d'obtenir son autonomie après la dissolution des monastères. Le roi avait ordonné que des lettres patentes soient rédigées pour leur accorder leurs demandes, mais elles n'ont pas été appliquées. En 1550 la Liberté de Whitby Strand, sauf pour Hackness a été accordé au Comte de Warwick qui en 1551 l'a transmis à Sir John York et son épouse Anne qui a vendu la concession aux Cholmleys. Sous le règne d'Élisabeth Ire, Whitby était un petit port de pêche. En 1635 les propriétaires de la liberté dirigeaient le port et la ville où 24 bourgeois avaient le privilège d'acheter et de vendre des biens par voie maritime. La location du burgage a continué jusqu'à l'Acte du Parlement de 1837 qui a confié le gouvernement de la ville à une Commission d'Amélioration votée par les contribuables.
À la fin du XVIe siècle Thomas Chaloner a visité les ateliers d'alun dans les États pontificaux où il a pu observer que le rocher que l'on y transformait était similaire à celui de son domaine de Guisborough. À cette époque la production et les ventes d'alun, qui était important pour la médecine, le corroyage du cuir et la réparation de tissus teints, était sous le monopole de l'Espagne et des États Pontificaux. Chaloner a fait venir des ouvriers en secret pour développer l'industrie dans le Yorkshire, où l'alun y a été produit près de Sandsend Ness à 5 km (3 miles) de Whitby sous le règne de Jacques Ier. Une fois l'industrie établie, les importations ont été interdites et bien que les méthodes de production étaient laborieuses, l'Angleterre pouvait être auto-suffisante. Le commerce de l'alun ainsi que l'importation du charbon provenant des bassins houillers de Durham ont fait grandir le port de Whitby de façon importante.

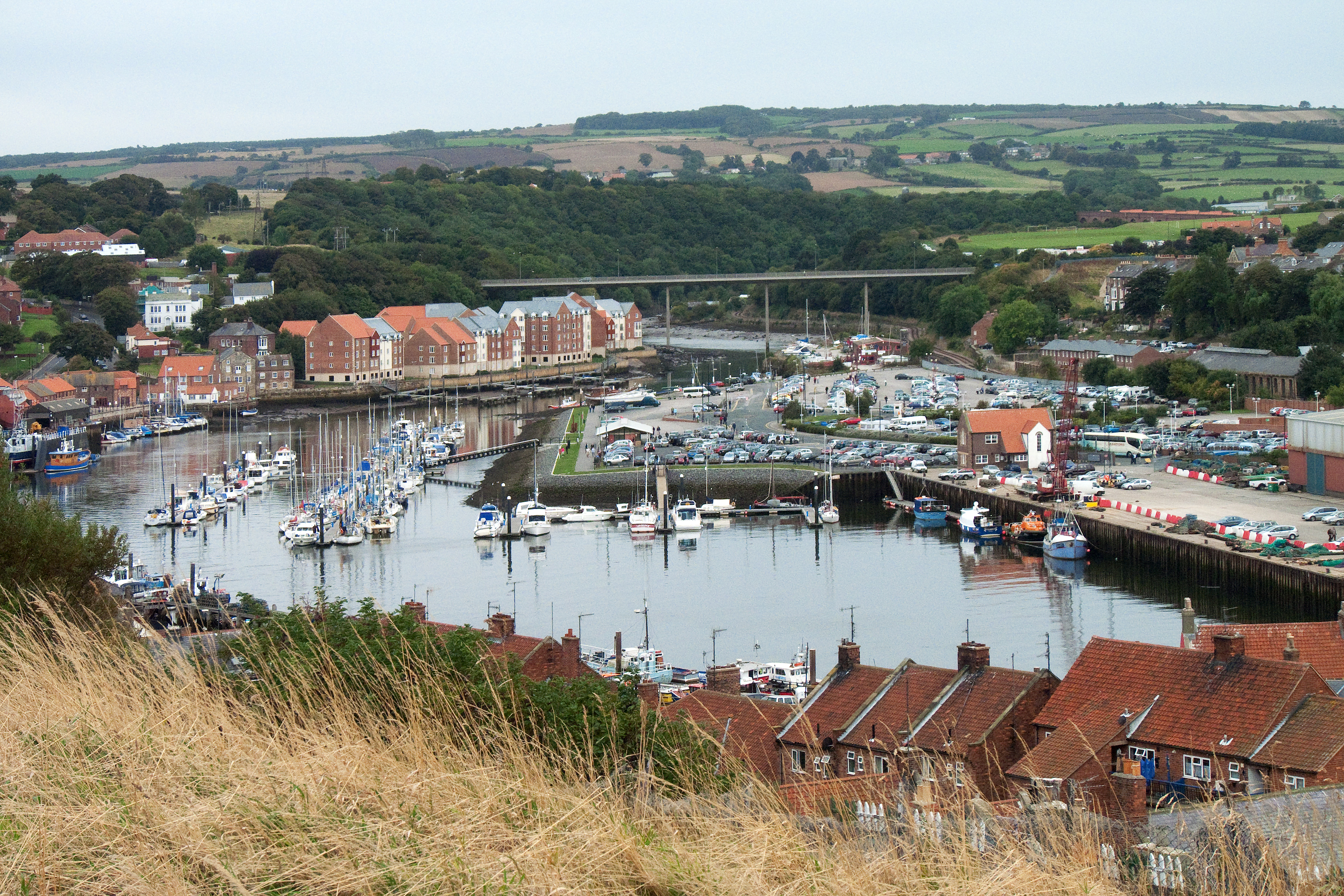
Le port de Whitby a été témoin, entre autres, de l'exploitation de la baleine et de la construction navale avant de décliner et de perdre son importance.

Whitby a grandi de par sa taille et ses richesses et a développé ses activités dont la construction de navires à l'aide des chênes de la région. En 1790-91 Whitby a produit 11 754 tonnes de transport ce qui en faisait le troisième plus grand chantier naval d'Angleterre, après Londres et Newcastle. Les taxes sur les importations qui entraient au port ont levé les fonds pour améliorer et développer les doubles quais de la ville, ce qui a amélioré le havre et a permis d'accroître encore plus le commerce. En 1753 le premier baleinier est parti pour le Groenland et en 1795 Whitby devenait un important port baleinier. L'année 1814 a été la plus bénéfique lorsque huit navires ont permis de capturer 172 baleines, et la pêche du Resolution avait produit 230 tonnes d'huile. Les carcasses ont donné 42 tonnes d'os de baleines utilisés pour fabriquer et vendre des corsets jusqu'à ce qu'ils soient passés de mode. La graisse que l'on faisait bouillir permettait de produire de l'huile pour les lampes de quatre phares le long du quai. L'huile était utilisée pour l'éclairage des rues jusqu'à l'arrivée du gaz qui a fait diminuer la demande puis la Compagnie d'Huile et Gaz de Whitby est devenu la Compagnie de Charbon et Gaz de Whitby. Comme le marché des produits de baleine chutait, les prises devenaient trop petites pour être économiquement viables et en 1831 il ne restait plus qu'un baleinier, le Phoenix.
Whitby a bénéficié du commerce des bassins houillers de Newcastle avec Londres, à la fois en construisant les navires et en assurant le transport. Dans sa jeunesse l'explorateur James Cook a appris à commercer sur des charbonniers, en transportant du charbon depuis le port de Whitby. L'Endeavour, le navire dont il était le commandant pour son voyage vers l'Australie et la Nouvelle-Zélande, a été construit au départ à Whitby en 1764 par Tomas Fishburn sous le nom de Comte de Pembroke (Earl of Pembroke) pour le transport du charbon. Il a été racheté par la Royal Navy en 1768, réaménagé et rebaptisé.

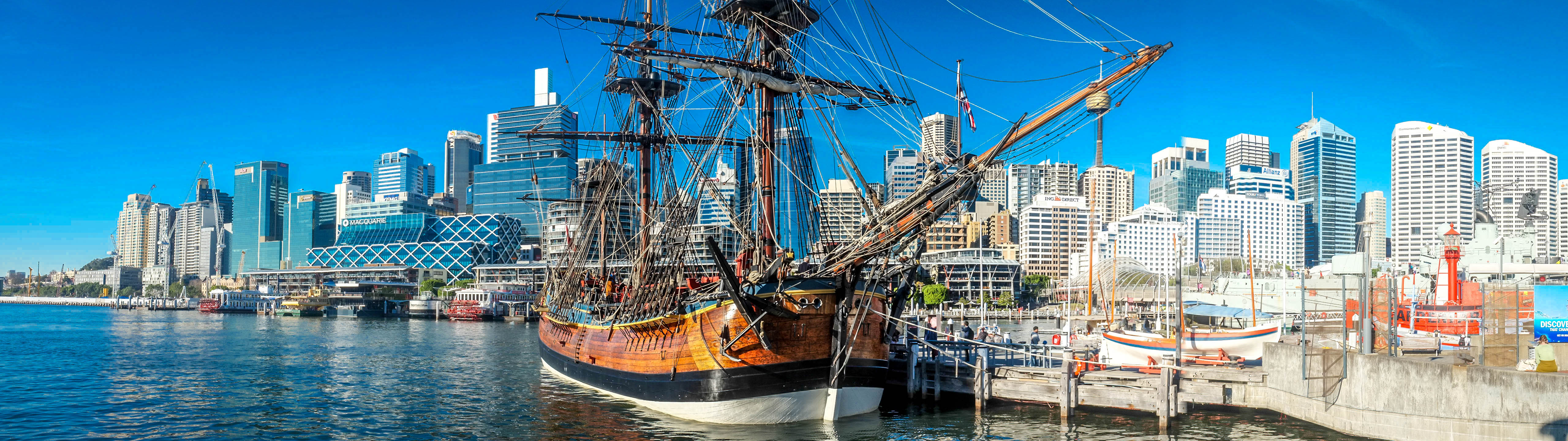
Réplique de 1993 de lEndeavour construit au départ à Whitby.

À l'époque géorgienne, Whitby a développé sa station thermale lorsque ses trois sources ferrugineuses étaient recherchées pour les vertus toniques et médicinales. Les visiteurs étaient attirés vers la ville qui menait aux maisons et hôtels surtout ceux de West Cliff. Puis en 1839, la construction de la Whitby and Pickering Railway a relié Whitby à Pickering et jusqu'à York et a joué un rôle dans le développement de la ville comme destination touristique. George Hudson, qui a promu la ligne vers York, était chargé du développement du Royal Crescent qu'il a en partie achevé. Pendant 12 ans à partir de 1847, Robert Stephenson, fils de George Stephenson, ingénieur de la Whitby and Pickering Railway, était le membre conservateur de la ville soutenu par Hudson son compatriote protectionniste.
Le jais minéraloïde noir, restants comprimés d'ancêtres d'araucaria du Chili, qui est découvert dans les falaises et dans les landes est utilisé depuis l'Âge du Bronze pour fabriquer des perles. Les Romains sont connus pour avoir exploité cette matière dans la région. Pendant l'époque victorienne on apporte du jais à Whitby par poney pour en faire des décorations, surtout avec le pic de popularité au milieu du XIXe siècle lorsque c'était la joaillerie de deuil choisie par la reine Victoria après la mort du prince Albert.
L'avènement des navires en tôle à la fin du XIXe siècle et le développement bâtiments portuaires sur la Tees ont conduit au déclin des petits ports du Yorkshire. Le Monks-haven mis à l'eau en 1871 était le dernier navire en bois bâti à Whitby et un an plus tard le port s'est envasé.
Le 30 octobre 1914, le navire-hôpital Rohilla a coulé en heurtant les rochers juste au large de Whitby avec les côtes de la baie de Saltwick en vue. Parmi les 229 passagers à bord, 85 ont perdu la vie dans la catastrophe; la plupart sont enterrés au cimetière de Whitby. Lors du bombardement de Scarborough, Hartlepool et Whitby de décembre 1914, la ville a été encerclée par les cuirassés allemands Von der Tann et Derfflinger. Pendant l'assaut final sur les côtes du Yorkshire les navires ont pointé leurs canons sur la borne de signalisation tout au bout du promontoire. L'abbaye de Whitby a essuyé des dégâts considérables dans cette attaque qui a duré dix minutes. L'escadron allemand à la tête de l'attaque a pu échapper malgré les tentatives de la Royal Navy.
Pendant le début du XXe siècle la flotte de pêche a préservé l'activité du port et quelques cargos ont continué à utiliser le port. Il a été revitalisé en 1955 après l'attaque sur les docks de Hull lorsque six navires ont été redirigés et ont déchargé leurs cargaisons sur les ports de pêche. L'Endeavour Wharf, près de la gare ferroviaire, était ouvert en 1964 par le conseil. Le nombre de vaisseaux utilisant le port en 1972 était de 291, puis seulement 64 en 1964. Le bois, le papier et les produits chimiques sont importés tandis que de l'acier, des portes et des briques sont exportés. Le port est détenu et géré par le Scarborough Borough Council depuis que les dirigeants de la Harbour Commission ont abandonné leurs responsabilités en 1905.
En 1979, la construction d'une marina a débuté en draguant le grand port et en installant des pontons. Les terres avoisinantes sont occupées par de petites industries et des parkings. De nouveaux pontons ont été installés en 1991 et 1995. Le Centre de la Marina de Whitby a été ouvert en juin 2010.

## Gouvernance
À la suite de l'Acte de 1837, la gouvernance de la ville a été confiée à une Commission d'Amélioration élu par les contribuables. Un comité régional s'est formé en 1872, et a duré jusqu'à la formation du Whitby Urban District Council à la suite de l'Acte de Gouvernance régionale de 1894. Les cités de Whitby, Ruswarp et Hawskercum-Stainsacre se sont réunis dans un borough parlementaire avec l'Acte de Réforme de 1832 revenant à un membre jusqu'à l'Acte de 1885 de redistribution des sièges.
Depuis 1974 Whitby est dirigée par le Scarborough Borough Council, l'un des sept conseils de districts du Yorkshire du Nord. Pour les besoins du borough, la ville compte trois secteurs, Mayfield, Streonshalh et Whitby West Cliff. Le borough est un district non-métropolitain, chargé du logement, de l'administration, des loisirs et divertissements, du ramassage d'ordure, de la santé environnementale et des impôts. Le North Yorkshire County Council est un comté non-métropolitain chargé de l'enseignement, des transports, des autoroutes, des incendies, de la gestion des ordures, des services sociaux et de la bibliothèque. À son plus bas niveau de gestion, la ville de Whitby a un conseil qui, pour les besoins électoraux et administratifs est divisé en six secteurs représentés par 19 conseillers qui ont la charge des sépultures, des lotissements, des aires de jeux et de l'éclairage public. Les élections du conseil municipal se tiennent tous les quatre ans. Actuellement le maire de Whitby est Madame Noreen Wilson.

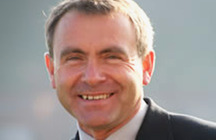
Le député de Scarborough et Whitby, Robert Goodwill.

Au niveau national, la ville est représentée par un Conservateur, Robert Goodwill, qui a été élu membre de la circonscription de Scarborough et Whitby en 2010. Whitby fait partie de la circonscription de Yorkshire et Humber qui a élu trois députés UKIP, deux Travaillistes et un Conservateur aux élections du Parlement européen de mai 2014.

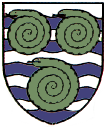
Les armes du Conseil de ville de Whitby.

## Géographie et géologie

Whitby se situe dans le North Yorkshire.

Whitby se situe sur la côte est du Yorkshire face à la Mer du Nord au bout de la vallée de l'Esk. Elle constitue un point tournant depuis au moins l'époque médiévale et plusieurs ponts enjambent la rivière. L'actuel pont, construit en 1908, est un pont tournant avec une largeur de 23 m qui sépare les grand et petit ports qui ont une superficie totale d'environ 80,1 acres (32,40 ha), Les maisons sont bâties en brique ou pierre, souvent avec des tuiles rouges, le long de petites rues escarpées de part et d'autre de la rivière.
Côté terre, la ville est encerclée par les landes du Parc national des North York Moors et son littoral est bordé par la Mer du Nord. La partie maritime fait partie intégrante du programme Heritage Coast du Yorkshire du Nord et de Cleveland. Cette étendue de côtes, appelée la Côte Dinosaure ou Côte Fossile ou encore Côte Jurassique, fait environ 56 km (35 miles) de long, allant de Staithes au nord, et jusqu'à Flamborough dans le Yorkshire de l'Est. À Whitby des empreintes de dinosaure sont visibles sur la plage. La couche de roche contient des fossiles et des restes organiques dont du jais. On y trouve les os pétrifiés d'un crocodile quasiment intact ainsi qu'un spécimen de plésiosaure mesurant 4,72 m (15' 6") de long et 2,57 m (8' 5") de large découvert en 1841. Des fossiles plus petits dont des ammonites, ou des pierres en serpent provenant des schistes d'alun et à Whitby Scar et des nautilus dans les strates du liasique. Le genre d'ammonite Hildoceras a reçu son nom en l'honneur de sainte Hilda de Whitby. Le Rotunda Museum de Scarborough présente une collection détaillée de fossiles datant de cette période.
Le port et la bouche de l'Esk sont sur une faille géologique. Côté est, la falaise atteint les 57m (187') et se compose de couches alternées de schiste, de grès et d'argiles. Côté ouest, la falaise est beaucoup plus petite et se forme d'une importante couche d'argile pierreuse recouvrant son socle de grès ce qui la rend moins stable et plus enclin aux glissements. Les deux côtés de la falaise s'érodent à grande vitesse.

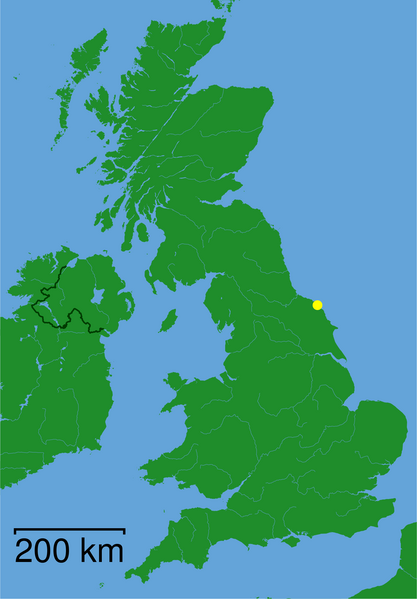
Localisation de Whitby

## Parc nationaux
Le parc national North York Moors traverse le territoire de Whitby. En effet les côtes de l’agglomération sont intégrées à ce parc national.

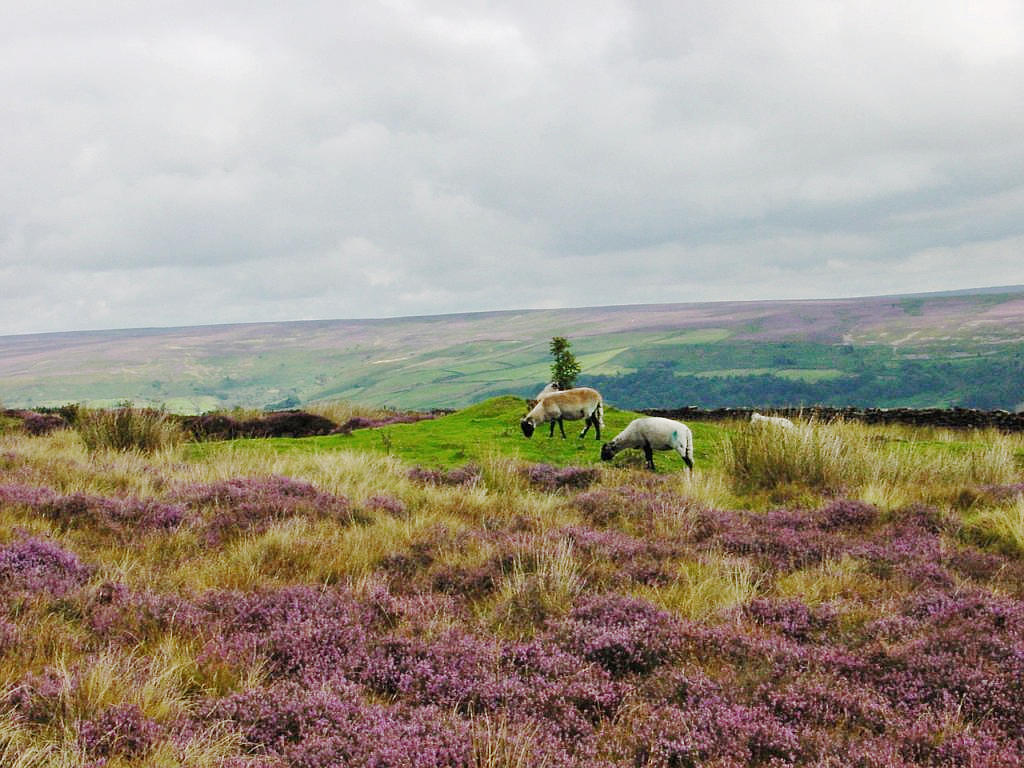
Le parc national North York Moors.

## Transport

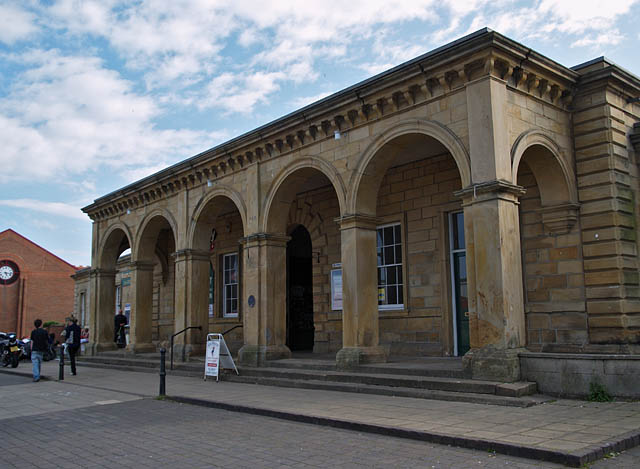
Gare de Whitby

Whitby est situé sur la route A171 allant de Scarborough à Guisborough et qui passait autrefois par-dessus le pont suspendu. Un pont de haut niveau a été construit en 1980 pour éviter le pont et faciliter la circulation dans le centre-ville. L'A174 donne accès aux villes du littoral au nord et l'A169 traverse les landes vers Pickering. Whitby est desservie par la ligne de bus Yorkshire Coastliner, au départ de Leeds, Tadcaster, York, Scarborough, Bridlington, Pickering et Malton avec des correspondances au-delà du Yorkshire. Arriva assure les bus reliant Whitby à Scarborough et Middelsbrough. L'aéroport le plus proche, à environ 72 km (45 miles) de Whitby, est l'aéroport de Durham Tees Valley, qui des vols réguliers depuis l'aéroport de Schilphol à Amsterdam.
La ville est desservie par la gare ferroviaire de Whitby qui est le terminus de la ligne Esk Valley de Northern Rail depuis Middlebrough. Autrefois il s'agissait du terminus nord des lignes de Whitby, Pickering and York, puis en 2007 la North Yorkshire Moors Railway a ouvert une ligne pour l'été entre Pickering et Whitby avec des trains à vapeur. La Scarborough and Whitby Railway qui suit le trajet pittoresque le long de la côte a été construit en 1885 et a nécessité la construction en brique rouge du viaduc de Larpool à travers la vallée de l'Esk vers Whitby. La ligne a été fermée en 1965 en raison du Beeching axe et son tracé est utilisé comme piste pour la randonnée piétonne, équestre et pour les cyclistes. La Whitby, Redcar and Middlesbrough Union Railway avait une gare à la falaise de Whitby West qui s'approchait près des falaises au nord de la ville. Elle a été en service de 1883 jusqu'à 1958.
La partie littoral des 180 km (110 miles) de la ligne Cleveland Way National Trail traverse Whitby.
Le port de Whitby est placé de manière stratégique pour commercer avec l'Europe, en particulier la Scandinavie, et peut accueillir des cargos pour les céréales, la sidérurgie, le bois et la potasse. Le quai reçoit des vaisseaux dont le port en lourd atteint les 3 000 tonnes, et peut charger et décharger deux navires en même temps. Courant 2004, 5 000 m2 (54000 sq.f.) de docks sont disponibles pour stocker des cargos par tous les temps et il y a un entrepôt de 1 600 m2 (17000 sq.f.) pour les conditions météos difficiles. Enfin, le port est doté de plusieurs phares.

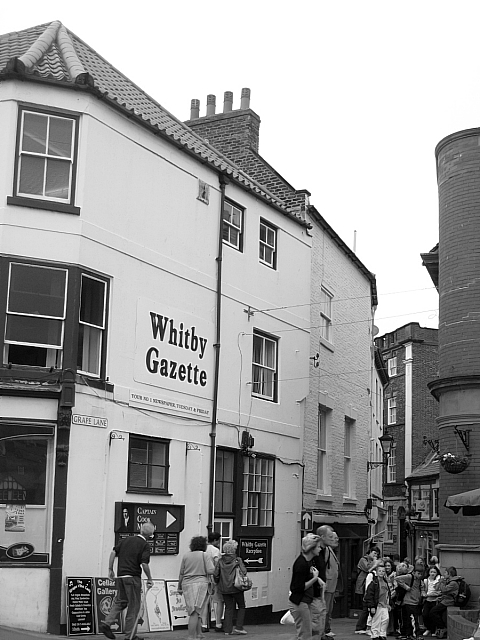
Le Whitby Gazette est le journal local à Whitby.

## Médias
Au niveau des informations locales , on trouve à Whitby le Whitby Gazette fondé en 1854.

## Religion

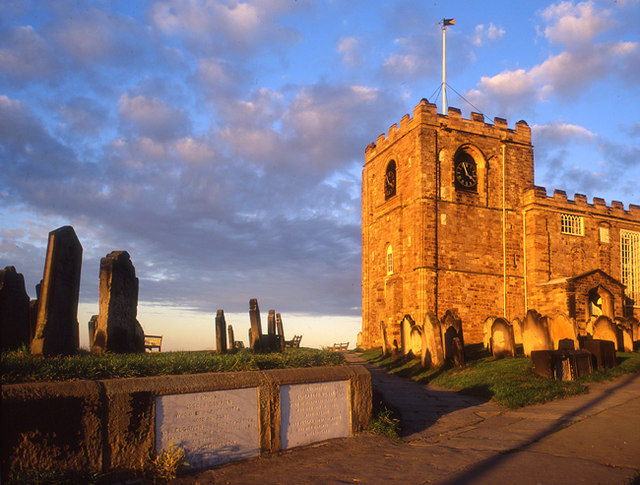
L’église Sainte-Marie de Whitby.

On retrouve à Whitby l’église Sainte-Marie (Church of Saint Mary) qui dessert la paroisse anglicane de la ville. Cette église est un lieu décrit dans le roman Dracula de Bram Stoker.

## Gastronomie
On retrouve bien sûr des fruits de mer à Whitby. On trouve aussi de la cuisine maison et britannique. Des chocolatiers et des cafés (qui servent aussi des pâtisseries) prennent aussi place à Whitby. De plus des produits fumés, comme du poisson, sont également disponibles. Enfin, Whitby est célèbre pour ses sticks of rock, ses kiss-me-quick et ses fish and chips,,.

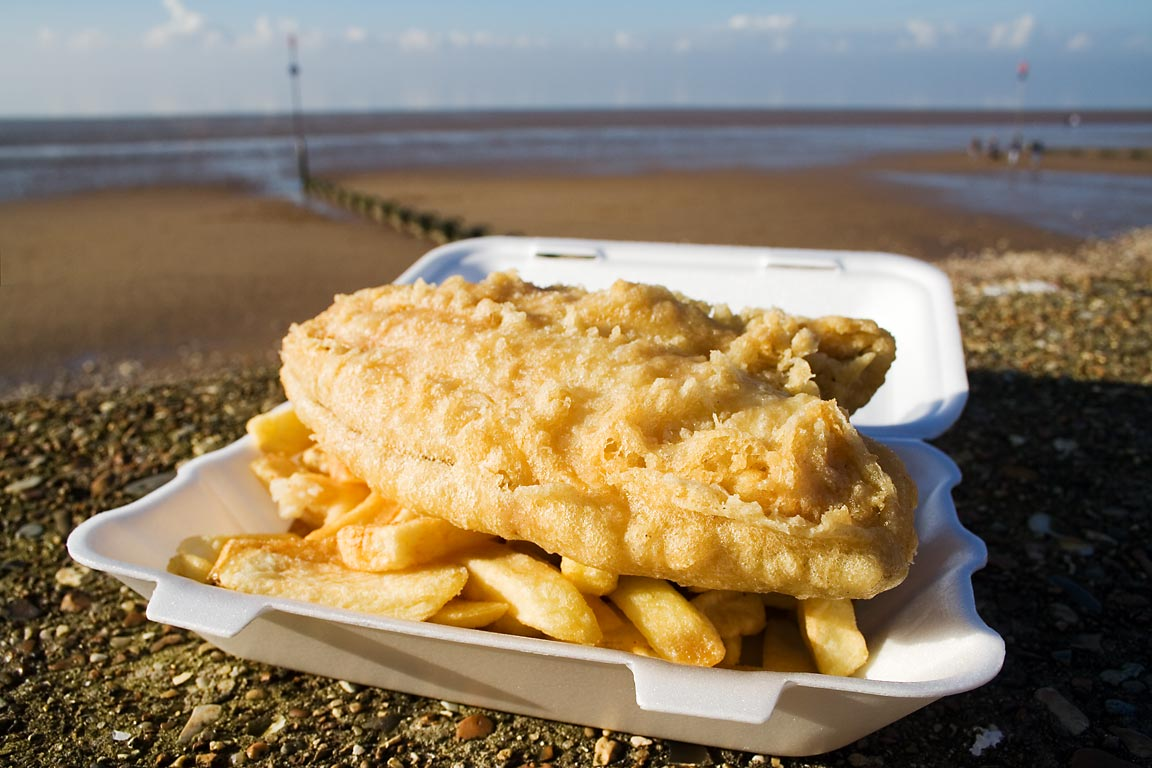
Whitby est célèbre pour ses fish and chips.

## Éducation
On retrouve 31 écoles de toute sorte qui se situent à Whitby.
Notamment on retrouve : le Caedmon College, la Eskdale School, l'école primaire catholique romaine de St Hilda et l'école primaire communautaire de Stakesby.

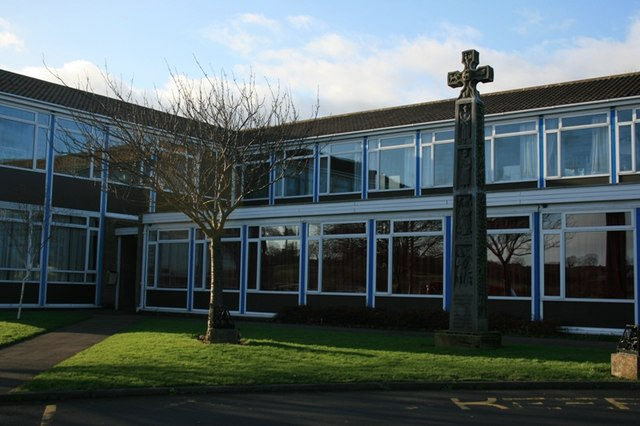
L'école Caedmon intégrée au Caedmon College.

Enfin on retrouve aussi à Whitby, une école de formation spécialisée dans l’industrie de la pêche.

## Personnalité
- William Scoresby (1760-1829), baleinier, y est mort.

## Villes jumelées
Whitby est jumelée avec plusieurs villes autour du monde. La plupart d'entre elles ont été visitées par le Capitaine Cook à bord de navires qui ont été bâtis à Whitby – et une également baptisée Whitby par des colons venus d'Angleterre.
- Anchorage, États-Unis
- Porirua, Nouvelle-Zélande
- Port Stanley, Îles Malouines
- Whitby, Canada
- Nukuʻalofa, Tonga
- Comté de Kauai, Hawaï, États-Unis
- Osterode, Allemagne